# Zoemer

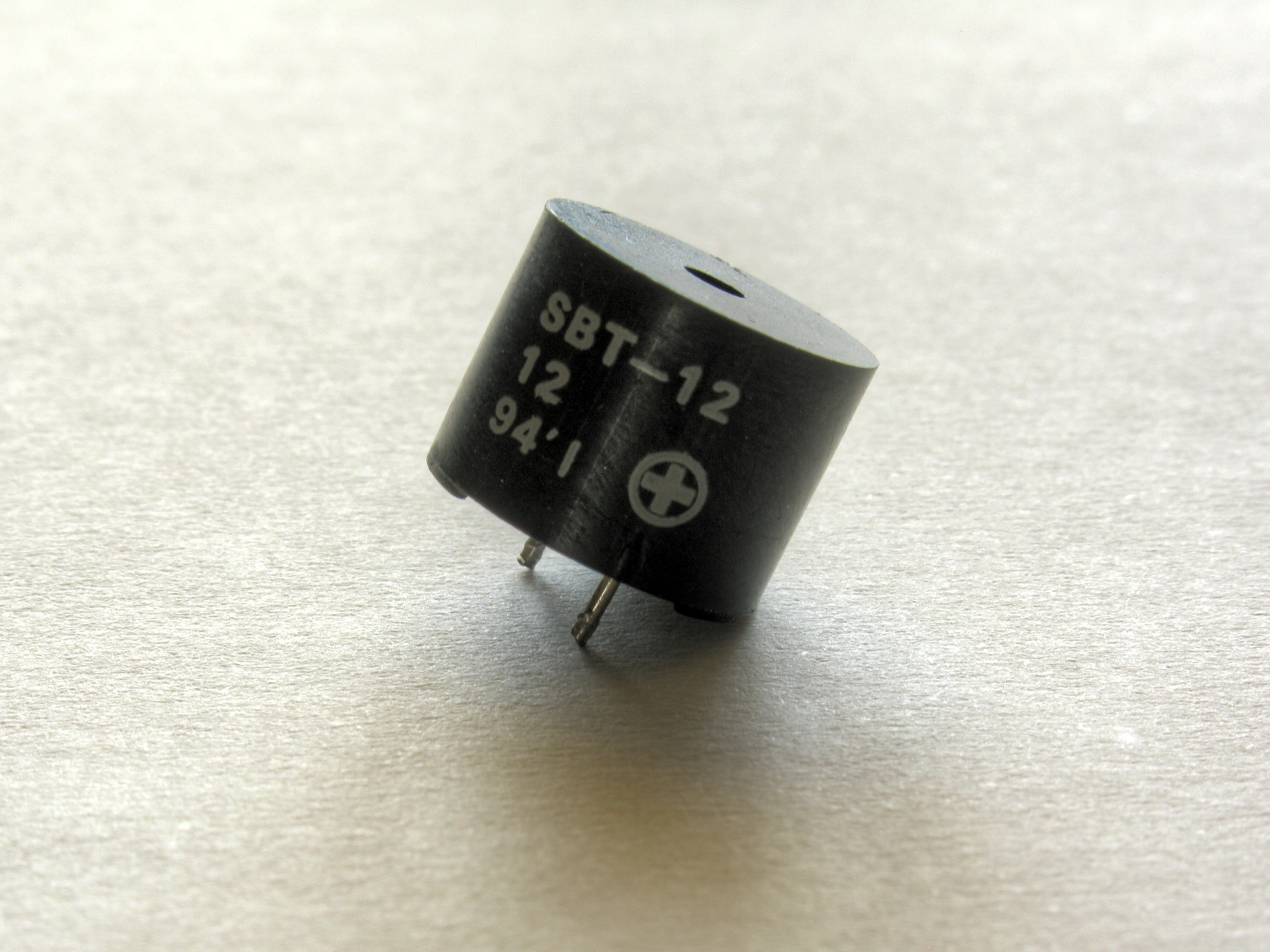
Een elektromagnetische zoemer voor printmontage

Een zoemer (Engels: buzzer of beeper) is een elektro-mechanisch of elektronisch onderdeel dat onder spanning een luide zoem- of pieptoon opwekt, afhankelijk van de toonhoogte. Er bestaan elektromagnetische en piëzo-elektrische zoemers. Zoemers worden onder andere toegepast in alarmapparaten, telefoontoestellen, magnetrons, wekkers en in de auto bij veiligheidsgordels. Zoemers bestaan al heel lang en werden vroeger vaak in plaats van de ouderwetse elektrische deurbel gebruikt.

## Elektromagnetische zoemers

Schematisch symbool van een zoemer

Een traditionele zoemer bestaat uit een elektromagneet en een verend anker met een verbreekcontact, dat met de elektomagneet in serie is geschakeld. Wordt hierop een elektrische spanning aangelegd, dan vloeit er een stroom door de spoel van de elektromagneet, het anker wordt aangetrokken en het contact verbreekt de stroom. Het anker veert daarop terug en het contact sluit opnieuw de stroomkring. Dit gebeurt met een frequentie van enige honderden trillingen per seconde wat met de toonhoogte van de zoemer overeenkomt. Volgens dit principe werkt ook de ouderwetse elektrische deurbel met het verschil, dat hier aan het anker een klepel is bevestigd, die tegen een bel slaat. De frequentie van een zoemer is meestal ook iets hoger. Om het geluid nog te versterken wordt een zoemer bovendien op een klankbord gemonteerd en in een behuizing ondergebracht.
Er zijn ook zoemers die alleen maar op wisselspanning werken. Ze bezitten een elektromagneet en een membraan, dat op de netfrequentie van 50 Hz is afgestemd, de zogeheten resonantiefrequentie. Op dezelfde manier worden tegenwoordig ook zoemers gemaakt, die op hogere frequenties zijn afgestemd. Ze worden aangestuurd door een elektronische schakeling die gelijkspanning in wisselspanning met deze frequentie omvormd. De behuizing van deze zoemers is uitgevoerd als helmholtzresonator.

## Piëzo-elektrische zoemers

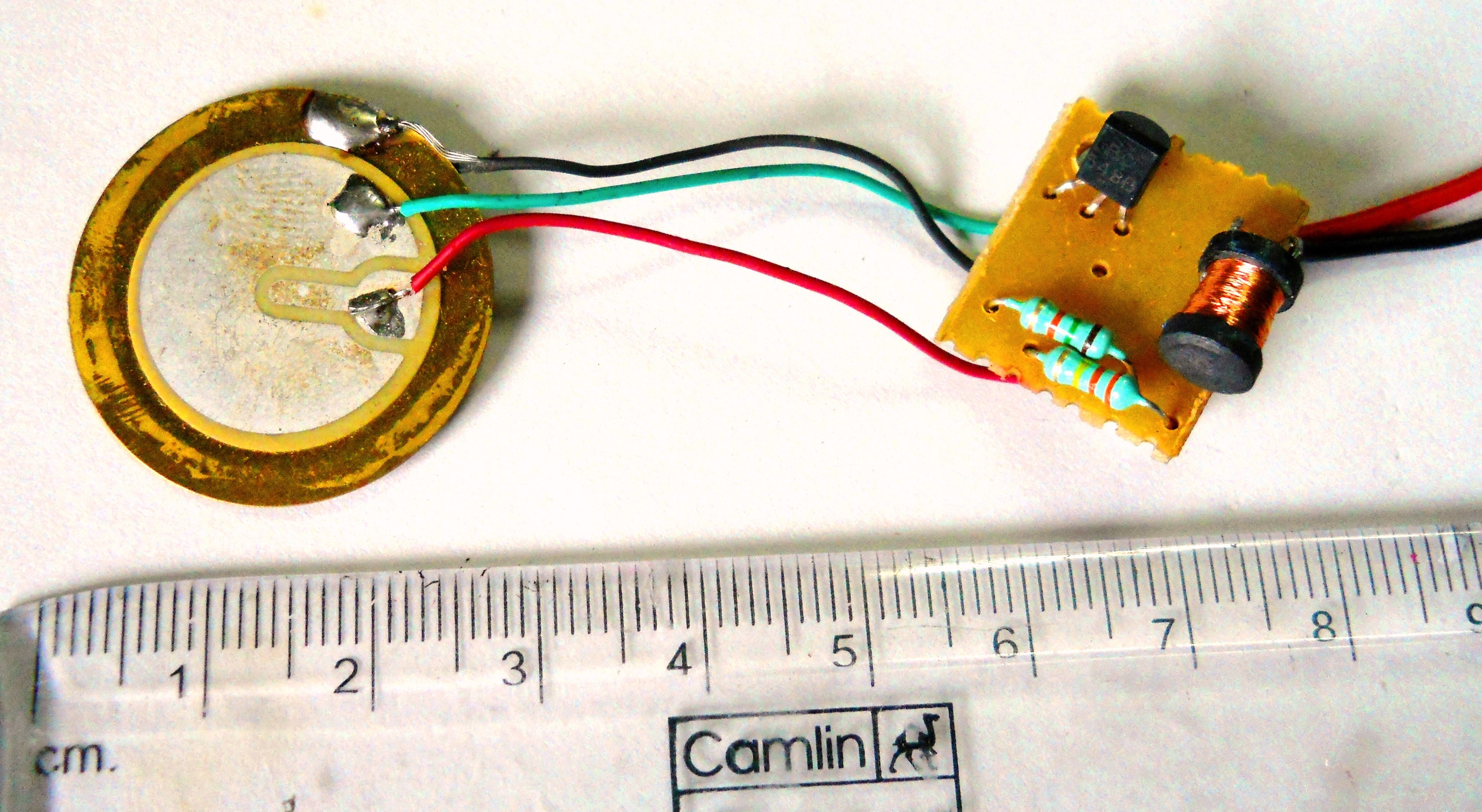
Een piëzo-elektrisch element met feedback-elektrode en oscillator

Piëzo-elektrische zoemers werken met een piëzo-elektrisch element dat van twee elektroden is voorzien. Zo'n element heeft een elektrische capaciteit van ongeveer 100 nF en wordt door een wisselrichter aangestuurd, met een wisselspanning in het bereik van 10 tot meer dan 100 volt. Het element kan maar in een zeer smal frequentiebereik een hard geluid afgeven. Ook hier wordt de behuizing van de zoemer als helmholtzresonator uitgevoerd.

## Trivia
- In veel quizzen worden rode noodknoppen met een zoemer gebruikt. Bij de kandidaat die na een vraag als eerste zijn knop indrukt klingt een schril alarmsignaal en deze kandidaat mag dan het antwoord op de vraag geven.